# Галка (притока Ікви)
Галка — річка в Україні, у Дубенському районі Рівненської області. Права притока Ікви, (басейн Прип'яті).

## Опис
Довжина річки приблизно 6,32 км, найкоротша відстань між витоком і гирлом — 5,33  км, коефіцієнт звивистості річки — 1,19 . Частково каналізовано.

## Розташування
Бере початок у селі Плоска. Тече переважно на північний захід і біля села Дитиничі впадає у річку Ікву, праву притоку Стиру.
Населені пункти вздовж берегової смуги: Семидуби.

## Цікавий факт
- У книзі Олександра Цинкаловського «Стара Волинь і Волинське Полісся» про цю річку зазначено: |                                                                        | \| Плиска, село, Дубенський пов., Судобицька вол., ... над р. Галкою. ...[3] \| |
| Плиска, село, Дубенський пов., Судобицька вол., ... над р. Галкою. ... |                                                                                 |